# Ajutthajské království
Ajutthajské království (thajsky อาณาจักรอยุธยา, přepis RTGS: Anachak Ayutthaya; [ʔaːnaːtɕ͡àk ʔajúttʰajaː]IPA) bylo siamské, resp. thajské království existující v letech 1351–1767. Obecně bylo známé jako Siam, ale obyvatelé svému království říkali Krung Tai (království Thajců).
Ještě ve 14. století si podřídila severněji ležící také thajské království Suchothaj a roku 1438 ho připojila ke svému území. Vazaly Ajutthaje byly i městské státy Malajského poloostrova, laoský Lan Xiang, severothajská Lanna, Khmérské království a šanské státy.
Ajutthaja byla přátelská k zahraničním obchodníkům, čínským, vietnamským, indickým, japonským i perským a později portugalským, španělským, nizozemským a francouzským. V 16. století byla stejnojmenná metropole země evropskými obchodníky popisována jako jedno z největších měst Východu.
V 70. letech 16. století byla závislá na Barmě, v 80. letech se z podřízeného postavení vymanila a obnovila svou moc. ve 30. letech 18. století vypukla v zemi občanská válka a od roku 1759 začaly barmské útoky, roku 1768 Barmánci dobyli hlavní město a Ajutthaja se rozpadla. V boji s Barmánci obnovil stát s metropolí v Thonburi správce jedné z ajutthajských provincií Taksin.

## Geografie

mapy Jihovýchodní Asie:
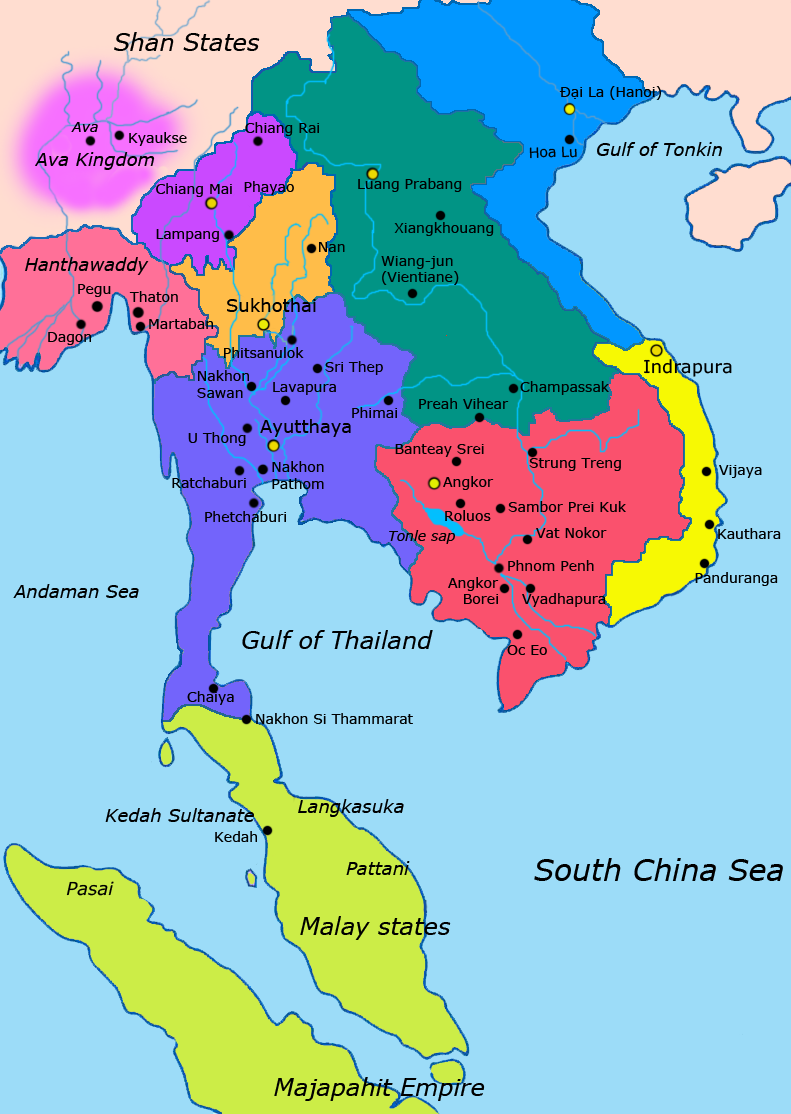
kolem roku 1400:     Ajutthaja     Suchothaj     Lan Na     Lan Xang     Dai Viet     Čampa     Khmérská říše     Hanthawaddy     Ava     malajské státy
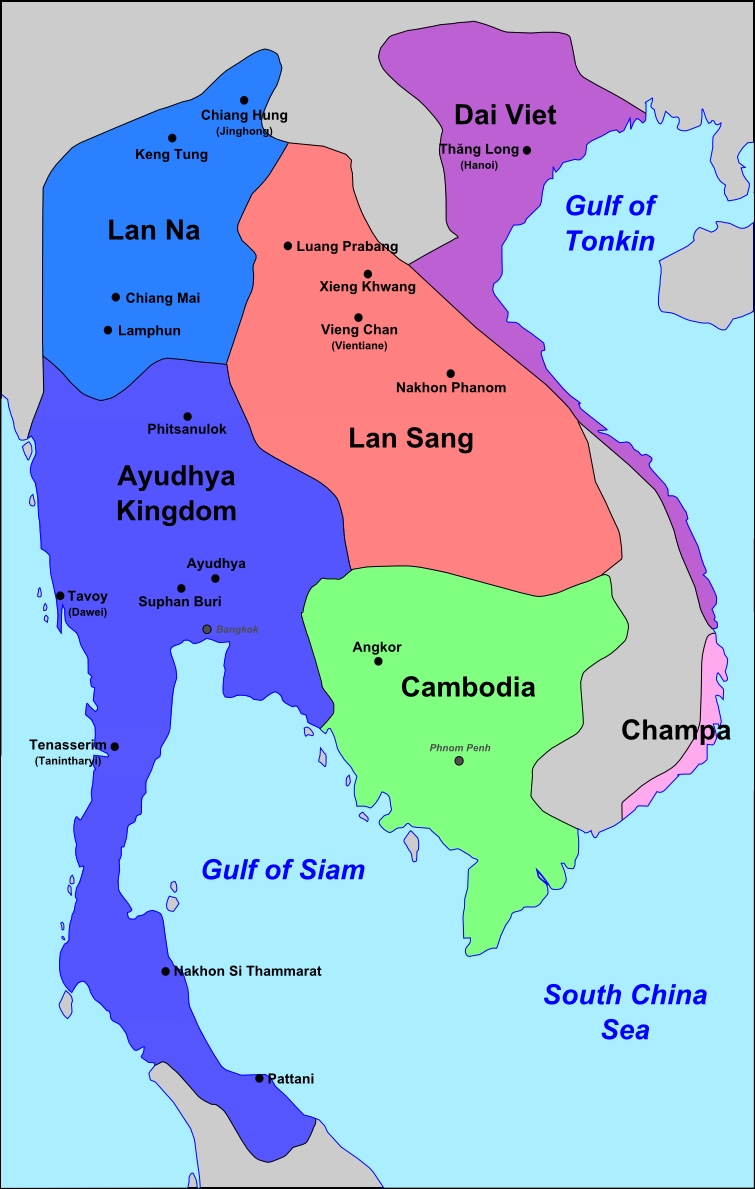
kolem roku 1540, ajutthajské království (fialově) a jeho sousedé
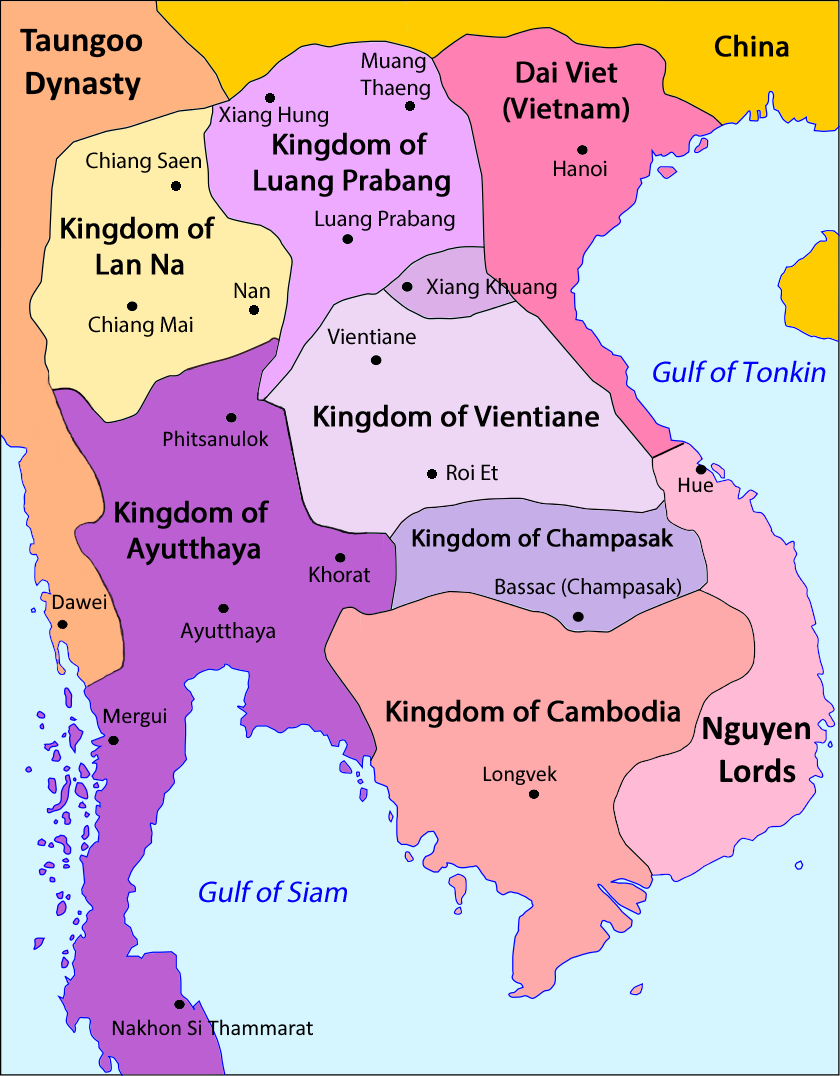
kolem roku 1750, ajutthajské království (fialově) na sklonku své existence

## Historie

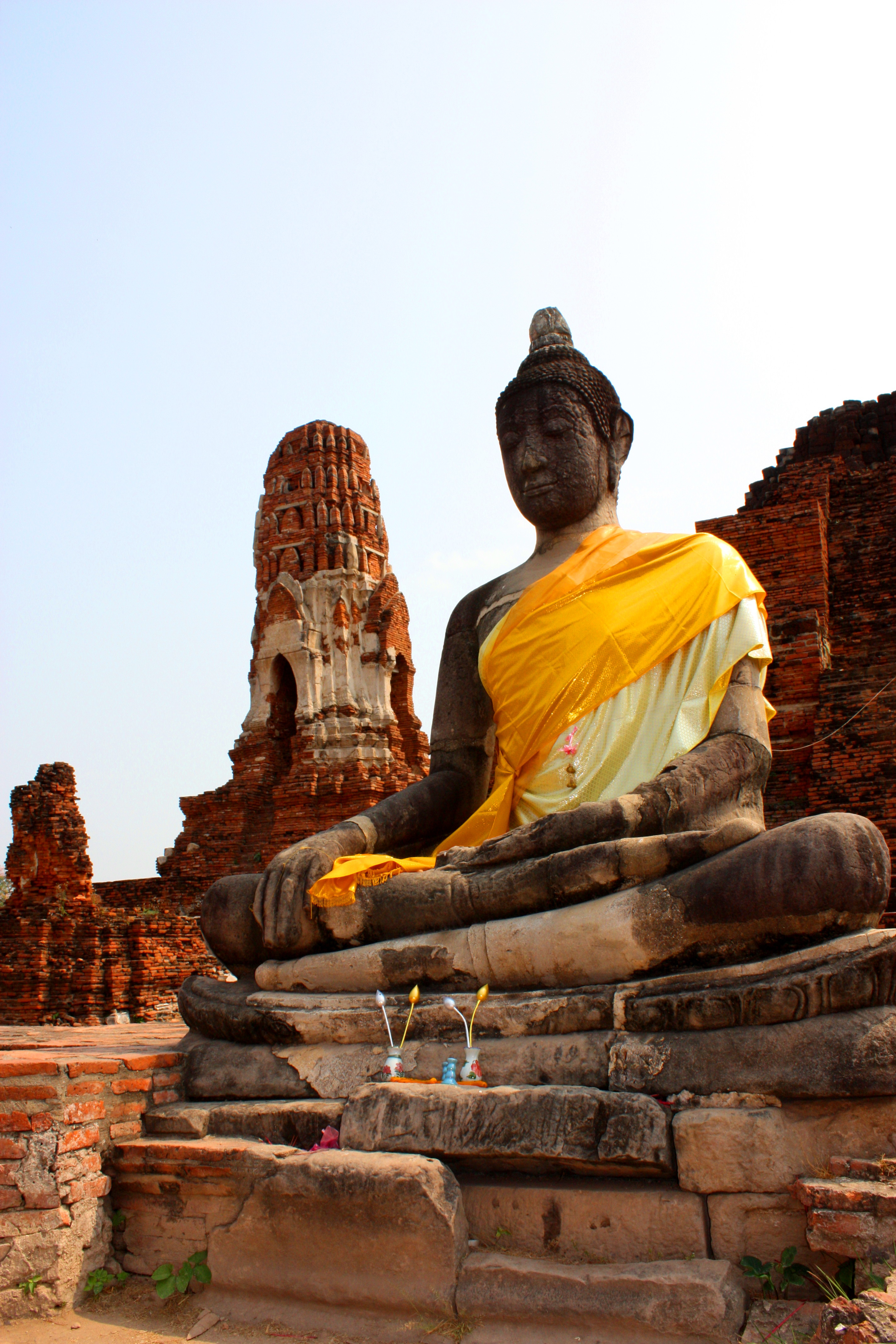
Buddha v bývalém hlavním městě Ajutthaja, které bylo roku 1767 zničeno nájezdníky z Barmy

Ajutthajské království, existující 400 let, patřilo k nejvlivnějším státům v oblasti. Za datum jeho vzniku bývá uváděn rok 1351, kdy bylo založeno hlavní město Ajutthaja (poté, co centrum Lopburi zdevastovala epidemie neštovic). Zakladatelem města i prvním králem byl U Thong. Již roku 1378 ovládl Suchothajské království, a tak i celý region. V roce 1431 si Ajutthajský stát podrobil kdysi mocný Angkor. Král Naresuan roku 1516 navázal kontakt s Portugalci a učinil z hlavního města epicentrum obchodu, mnohé evropské národy (a ovšem i Číňané, Peršané či Indové) měly v Ajutthajae svou celou čtvrť, z níž zprostředkovávaly obchod s jihovýchodní Asií. Tito cizinci království nazývali obvykle Siam, ačkoli jeho obyvatelé užívali pojmu Krung Tai. V druhé půlce 17. století za vlády krále Naraie bylo vyhlášeno jako druhé hlavní město Lopburi. Moc království byla trnem v oku zejména Barmě a její ambiciózní taunnguské dynastii a následné dynastii Konbaung. Velké barmské nájezdy proběhly v letech 1547–1549 (první barmsko-siamská válka) a 1759–1760 (druhá barmsko-siamská válka). Osudovým se stal rok 1767, kdy Barmánci centrum říše, tehdy již milionovou metropoli, dobyli a zcela vyvrátili. Asi 30 000 lidí bylo odvlečeno do zajetí, včetně královské rodiny. Za půl roku sice generál Taksin zorganizoval proti Barmáncům úspěšnou vzpouru a nechal se korunovat králem, ovšem hlavní město bylo natolik zdevastované, že své sídlo přesunul do Thonburi (dnes součást Bangkoku). Proto je rok 1767 považován za datum konce Ajutthajského království.

## Galerie

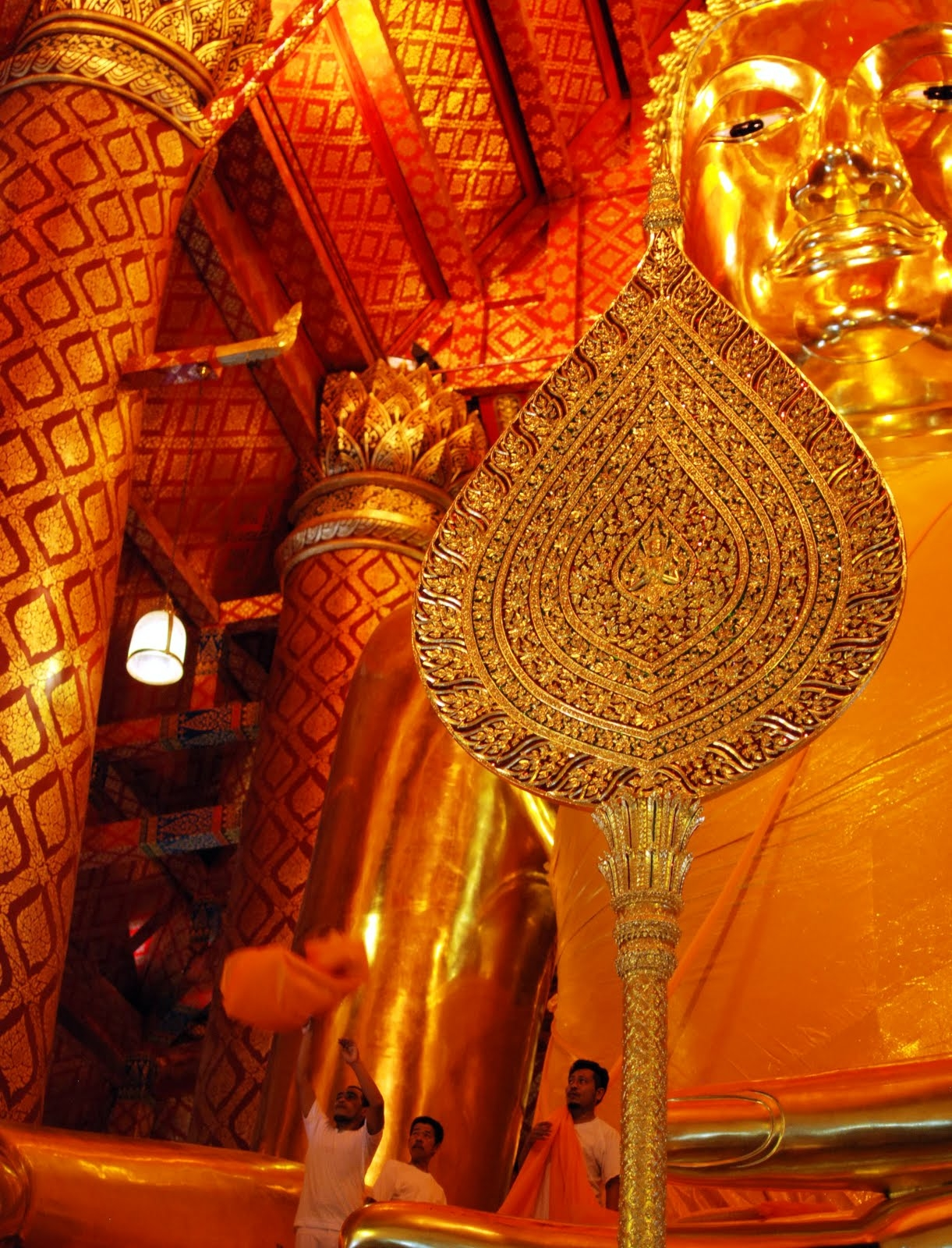
interiér buddhistického chrámu Wat Phanan Choeng
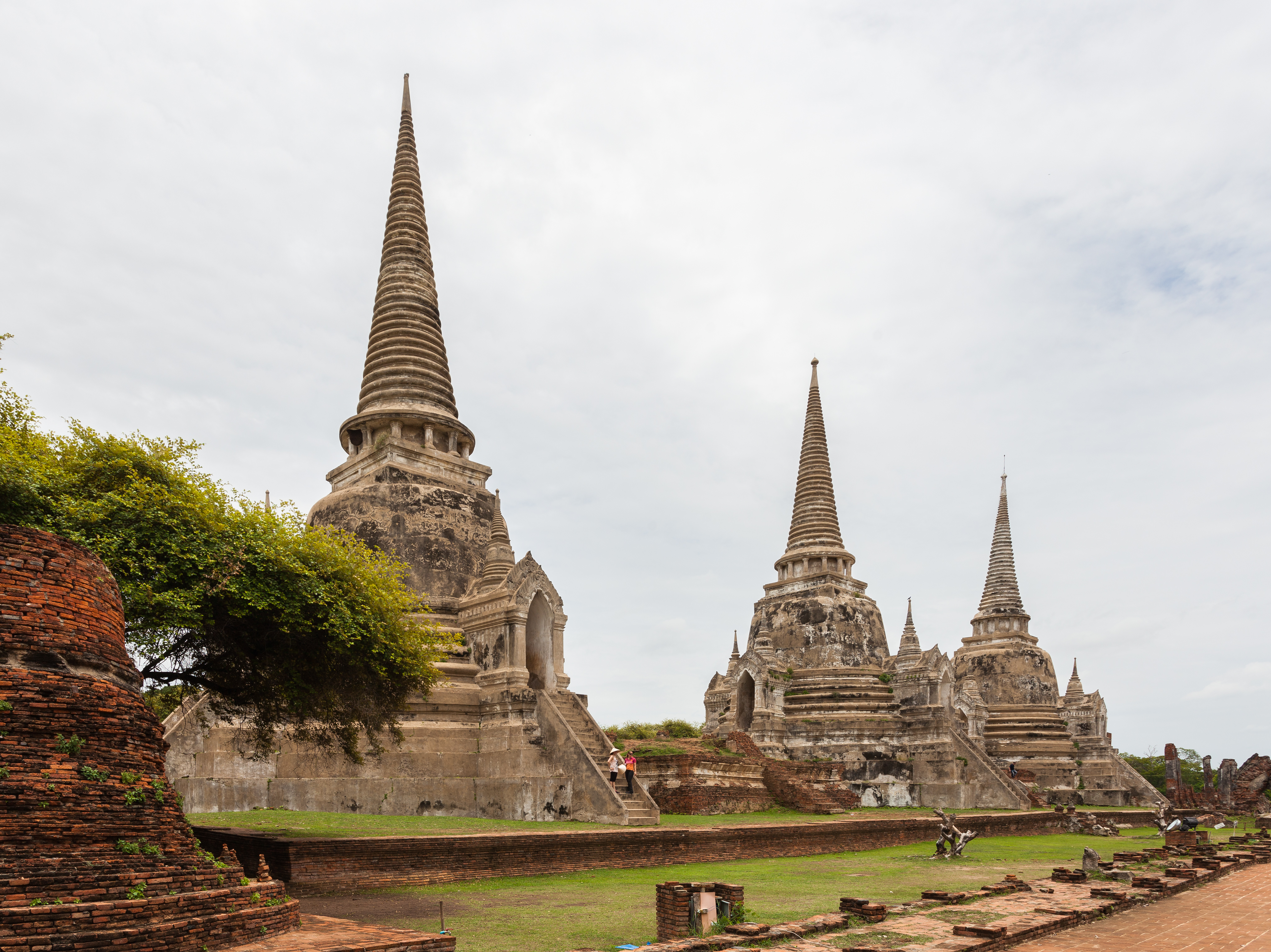
tři pagody Wat Phra Si Sanphet z ajutthajského období, dnešní Thajsko
ruiny staré Ajutthaje po Barmské invazi
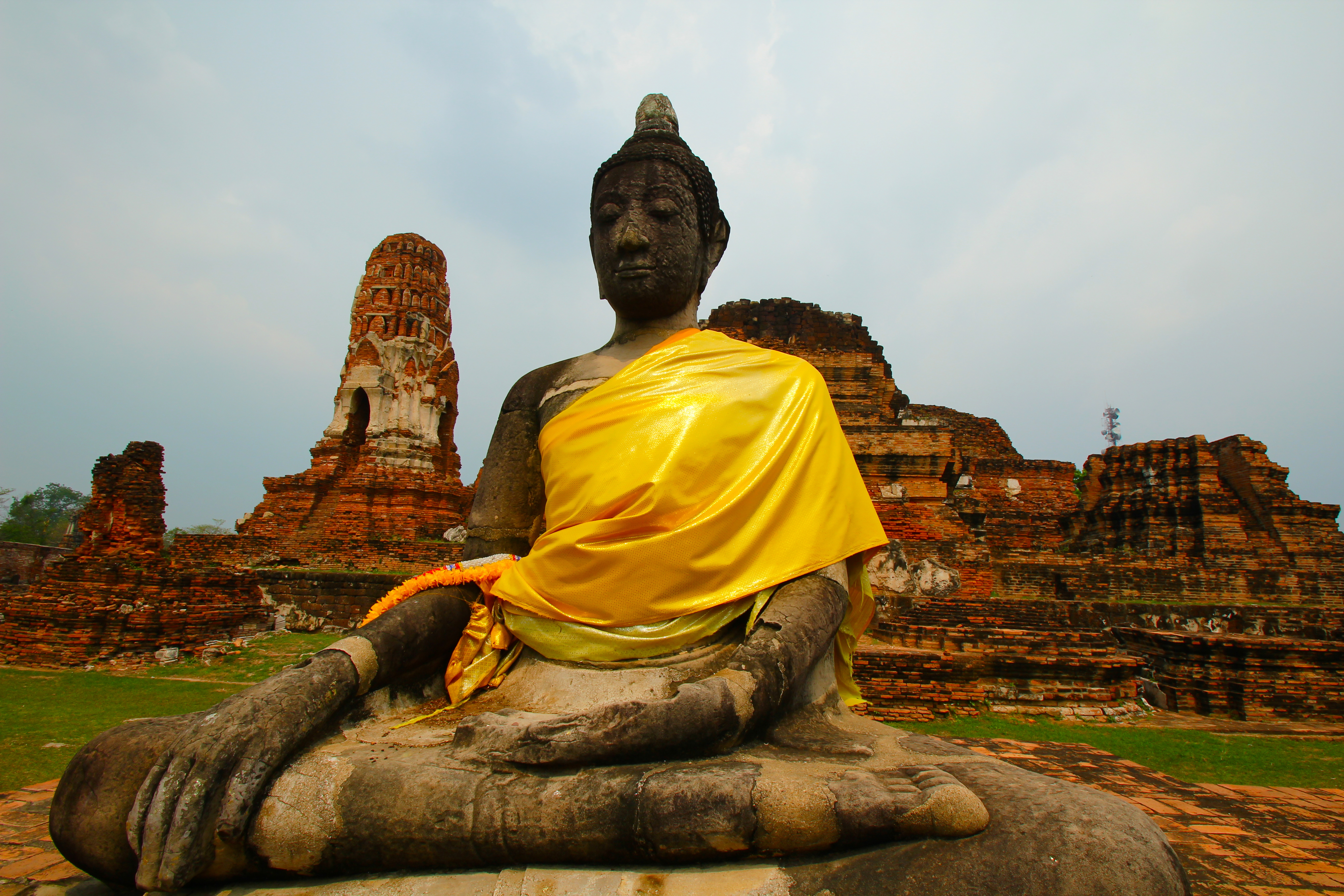
socha sedícího Buddhy v Ajutthaji
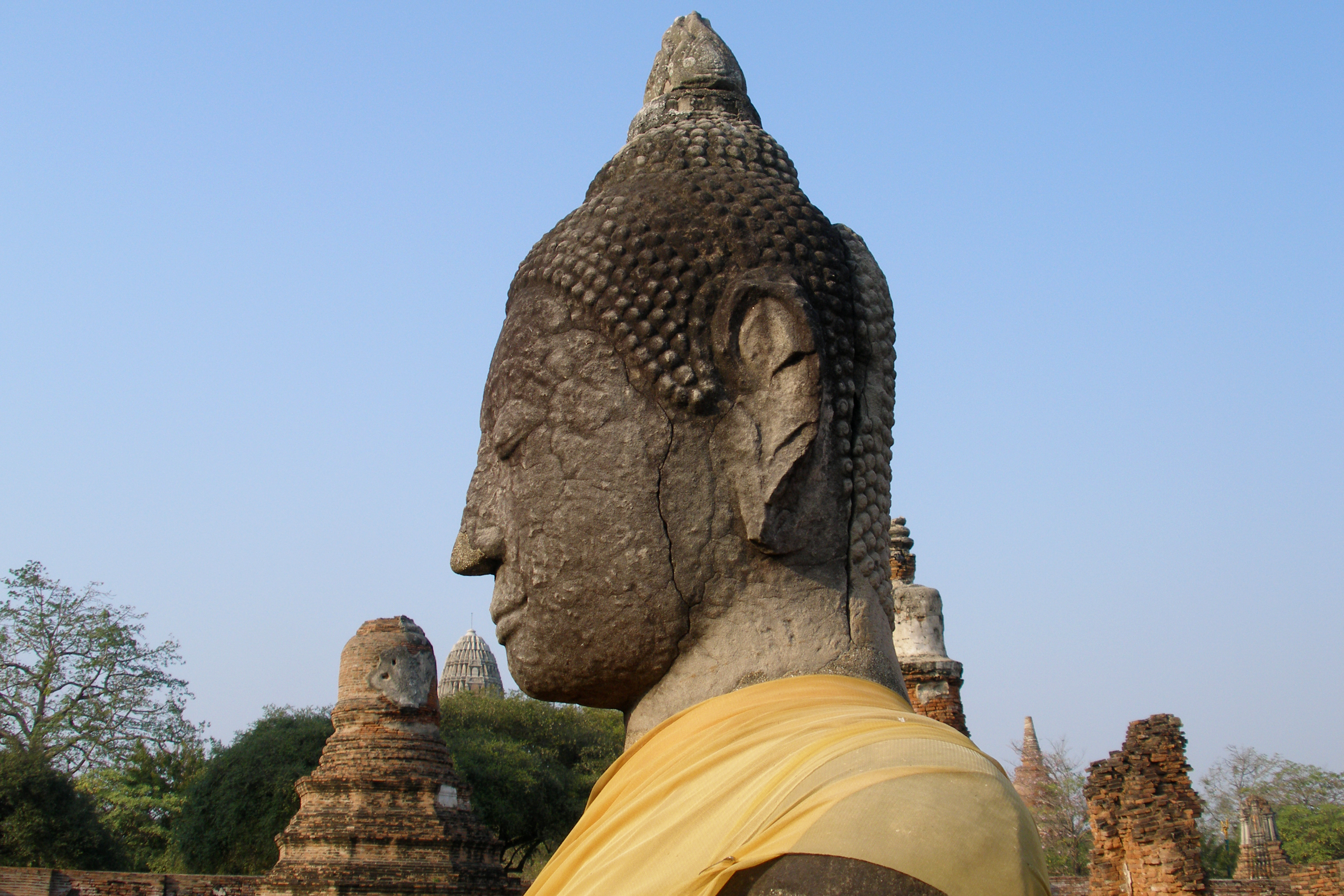
socha sedícího Buddhy v Ajutthaji
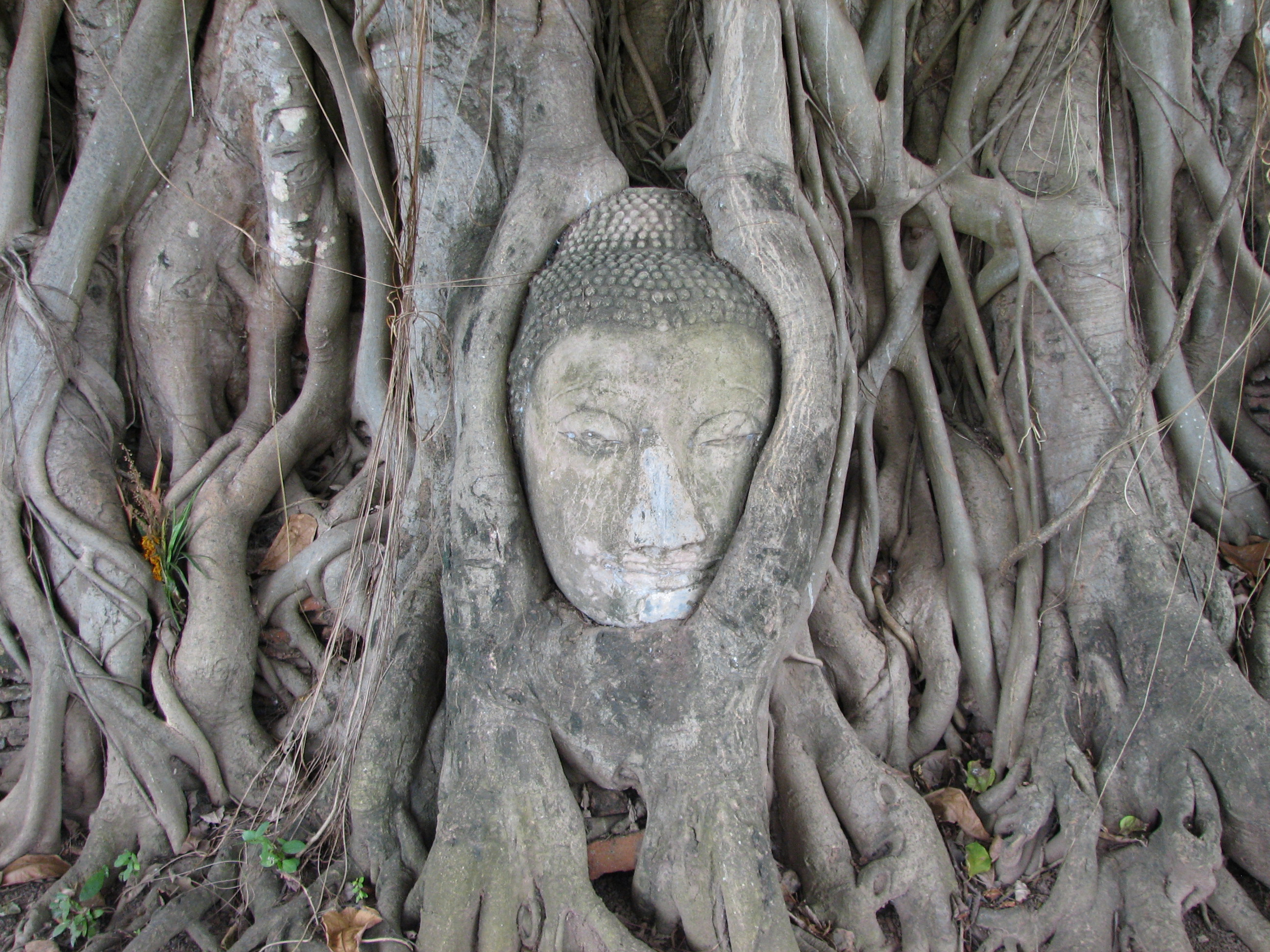
hlava Buddhy zarostlá kořeny stromů, Wat Mahathat, Historický park Ajutthaja